# Kevin McHale (Schauspieler)

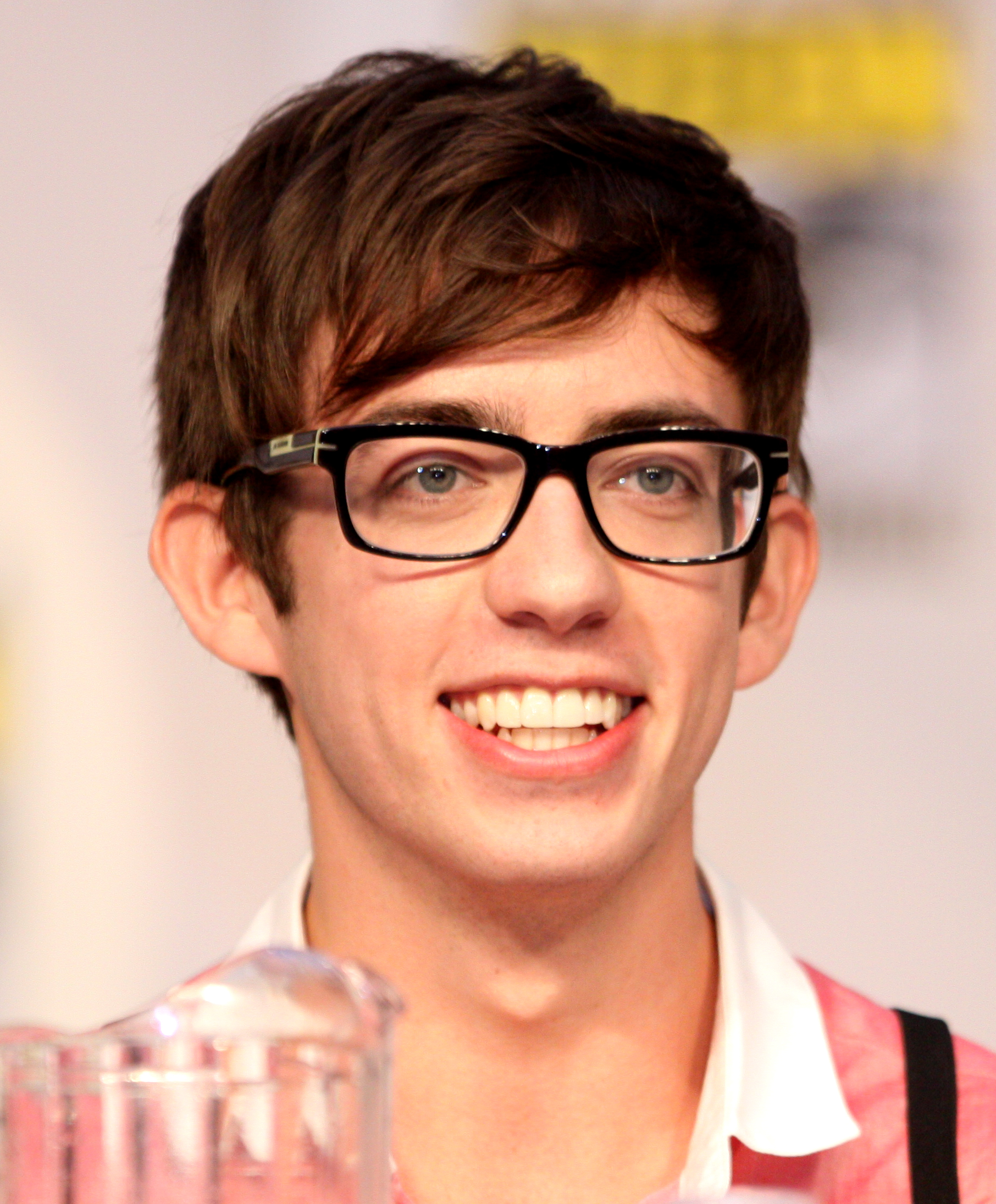
Kevin McHale auf der Comic-Con 2010 in San Diego

Kevin Michael McHale (* 14. Juni 1988 in Plano, Texas) ist ein US-amerikanischer Filmschauspieler und Popsänger. Er ist vor allem durch seine Rolle als „Artie Abrams“ in der US-amerikanischen Fernsehserie Glee bekannt.

## Leben
Bevor McHale Schauspieler wurde, war er ab 2006 Mitglied der Boygroup NLT (Not Like Them) aus Los Angeles, Kalifornien. Am 30. April 2009 gab Bandmitglied Travis Garland bekannt, dass NLT sich ohne Albumveröffentlichung getrennt hat.
Von 2009 bis 2015 spielte McHale in der US-amerikanischen Fernsehserie Glee den querschnittgelähmten „Artie Abrams“.
2011 spielte er in Katy Perrys „Last Friday Night“-Video mit. Im Jahr 2012 moderierte er mit Demi Lovato die Teen Choice Awards.
Im April 2018 outete sich McHale als homosexuell.
2019 nahm er an der britischen Gesangsshow The X Factor: Celebrity teil, wo er das Viertelfinale und schließlich Platz 7 erreichte. Im selben Jahr veröffentlichte er einige Singles sowie seine EP Boy.

## Filmografie
- 2005: All That (Fernsehserie, Folge 10x13)
- 2007: Das Büro (The Office, Fernsehserie Folge 4x03)
- 2007–2008: Zoey 101 (Fernsehserie, 2 Folgen)
- 2008: True Blood (Fernsehserie, 2 Folgen)
- 2009–2015: Glee (Fernsehserie, 113 Folgen)
- 2014: Der Chor – Stimmen des Herzens (Boychoir)
- 2017: When We Rise (Fernsehserie, 2 Folgen)
- 2020: Élite (Fernsehserie, Folge 3x07)
- 2021: American Horror Stories (Folge 1x04)